# Pasadena (Califòrnia)
Pasadena és una ciutat situada al Comtat de Los Angeles, a l'estat de Califòrnia dels Estats Units.

## Geografia
Pasadena està situada a l'interior del comtat de Los Angeles, a 16 quilòmetres al nord-est de la capital i a 263 metres sobre el nivell de la mar. El terme municipal té una superfície de 60 km².
Segons el cens de l'any 2000, la població era aproximadament de 134.000 persones, amb una densitat de 2.238 habitants/km². Més de la meitat de la població és d'origen ètnic europeu, amb un grup molt menys nombrós d'afroamericans i de persones d'origen asiàtic o llatinoamericà.

## Història
Els habitants originals foren els indis hahamog-na, una branca dels tongva. Com moltes altres ciutats californianes, Pasadena va ser part del territori d'una missió espanyola, l'anomenada "Misión de San Gabriel Arcángel". Posteriorment va passar a Mèxic, que la va annexionar a Califòrnia, i finalment va ser traspassada a diferents propietaris. La ciutat que s'acabaria convertint en Pasadena fou fundada l'any 1873 pel doctor Daniel M. Berry i un grup d'immigrants procedents de Michigan, Indiana i Illinois que cercaven un clima més càlid i terra barata. Se suposa que el nom de la ciutat el va proposar el missioner Thomas Elliot a partir de l'expressió "corona de la vall", en llengua chippewa.
Fou una parada clau del ferrocarril d'Atchison, Topeka and Santa Fe Railway, la qual cosa en va impulsar molt el creixement a finals del segle XIX.

## Miscel·lània
La ciutat destaca per la Desfilada del Torneig de les Roses i per la Rose Bowl de futbol americà, que es disputen cada primer de gener. També és la seu de l'Institut Tecnològic de Califòrnia (Caltech) i del Jet Propulsion Laboratory.
A Pasadena és força habitual de veure-hi esbarts de lloros salvatges. Hi ha moltes teories i mites sobre l'origen d'aquests moixons, però encara no s'ha formulat cap explicació oficial. De tant en tant hi ha protestes del veïnat a causa del soroll i les molèsties que causen, tot i que la majoria de la gent ja ho ha acceptat i els considera un símbol de la ciutat. Se'ls pot veure tot l'any, però són més visibles a l'hivern.
En aquesta ciutat s'hi ambienta la sèrie The Big Bang Theory.

## Personatges il·lustres
- Kevin Greutert
- Jaleel White, actor i guionista
- Thomas J. Sargent, economista, Premi Nobel d'Economia de l'any 2011
- Kirsten Vangsness, actriu, dramaturga i guionista